# Pyrausta perlalis
Pyrausta perlalis is een vlinder van de familie van de grasmotten (Crambidae). De wetenschappelijke naam van deze soort is voor het eerst voorgesteld als Botys perlalis door Peter Maassen in een publicatie uit 1890.
De soort komt voor in Ecuador.